# SdKfz 8
SdKfz 8 - Schwerer Zugkraftwagen (Tungt dragfordon) 12 t var en tysk halvbandvagn använd under andra världskriget. Vagnen utvecklades från början som dragfordon för tunga artilleripjäser.
| före 1 september 1939 | efter 1 september 1939 | 1940 | 1941 | 1942 | 1943 | 1944 | 1945 | Antal i tjänst 1 mars 1945 |
| --------------------- | ---------------------- | ---- | ---- | ---- | ---- | ---- | ---- | -------------------------- |
| 165                   | 8                      | 513  | 812  | 835  | 507  | 598  | 12   | 1 125                      |

## Utveckling
Utvecklades som dragfordon för tunga artilleripjäser.
- 15 cm Kanone 18
- 21 cm Mörser 18
- 8,8 cm FlaK 41
- 17 cm Kanone 18
- 10,5 cm FlaK 38 och 39 (Tunga luftvärnskanoner tillhörande Luftwaffe)